# Cervantes (ort i Argentina)
Cervantes är en ort i Argentina.   Den ligger i provinsen Río Negro, i den sydvästra delen av landet, 900 km sydväst om huvudstaden Buenos Aires. Cervantes ligger 222 meter över havet och antalet invånare är 5 173.
Terrängen runt Cervantes är platt. Närmaste större samhälle är General Roca, 17,3 km väster om Cervantes.
Omgivningarna runt Cervantes är i huvudsak ett öppet busklandskap. Runt Cervantes är det glesbefolkat, med 20 invånare per kvadratkilometer.